# 1958 год в автомобилестроении
Список событий в автомобилестроении в 1958 году:

## События

### Март
- 11 — началось серийное производство компактного автомобильчика NSU Prinz. После почти 30-летнего перерыва NSU, хорошо известный производитель мотоциклов вновь вышел на автомобильный рынок[1].
- 19 — директором Горьковского автозавода стал Иван Иванович Киселев (1917—2004). За четверть века его правления на ГАЗе разработаны и запущены в производство многие модели, определившие лицо советского автопрома[2].

### Июль
- 1 — начало выпуска трехосного полноприводного автомобиля ЗИЛ-157, который в основном использовался в Вооружённых силах СССР[3].
- 10 — возле американского посольства на лондонской Гросвенор-сквер были установлены первые в Великобритании парковочные автоматы[4].
- 31 — на Горьковском автозаводе собрана последняя «Победа». Окрашенный в два цвета: слоновой кости и морской волны, автомобиль экспонируется в заводском музее. Всего с 1946 года было изготовлено 241 497 машин[5].

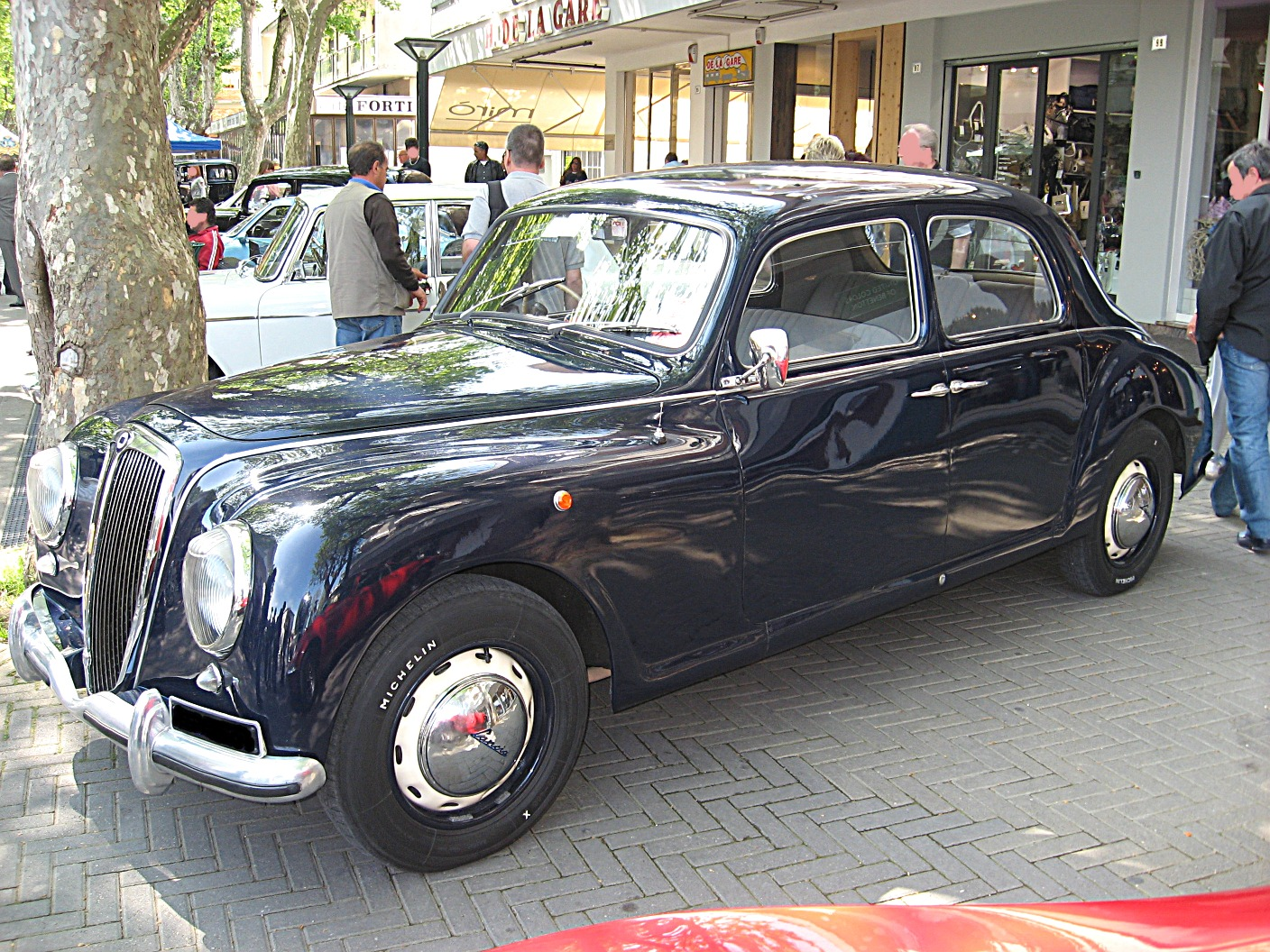
Lancia Aurelia

### Ноябрь
- 5 — на Туринском автосалоне представлен спортивный Alfa Romeo Abarth 1000[англ.]. Внешний вид концептуального автомобиля был создан в ателье Bertone, техническая начинка изготовлена в мастерской Abarth на базе узлов Alfa Romeo[6]. Всего было изготовлено три автомобиля, причём два из них были разбиты во время испытаний.
- 7 — произведена последняя Lancia Aurelia[англ.], один из первых в мире серийно выпускаемых автомобилей с V-образным шестицилиндровым двигателем[7].